# Руска държавна библиотека
Руската държавна библиотека (на руски: Российская государственная библиотека) е националната библиотека на Русия.
Тя се намира в Москва и със сбирка от над 42 милиона единици, включително 17 милиона книги, е най-голямата в страната и една от най-големите в света. Руската държавна библиотека води началото си от основаната през 1862 година Румянцевска библиотека, първата безплатна публична библиотека в Москва. Тя е част от Румянцевския музей, създаден с дарение на граф Николай Румянцев, включващо картини, книги и други предмети на изкуството. Още с основаването си библиотеката получава право на задължително копие от всички издания в страната.
След Руската гражданска война (1918-1922) и преместването на столицата в Москва значението на библиотеката нараства, а нейната сбирка значително се увеличава, попълвана с множество национализирани частни колекции. През 1921 година тя е отделена от Румянцевския музей и е преименувана на Държавна библиотека. От 1925 година се нарича Държавна библиотека на СССР „В. И. Ленин“, а от 1992 година носи сегашното си име. Броят на служителите на библиотеката е около 2100 души.